# 金平青冈
金平青冈（学名：Cyclobalanopsis jinpinensis）为壳斗科青冈属下的一个种。